# Nakobe Dean
Nakobe Rashod Dean (Horn Lake, 13 dicembre 2000) è un giocatore di football americano statunitense che milita nel ruolo di linebacker per i Philadelphia Eagles della National Football League (NFL).

## Carriera

### Philadelphia Eagles
Al college Dean giocò a football a Georgia vincendo il campionato NCAA nel 2021. Fu scelto nel corso del terzo giro (83º assoluto) nel Draft NFL 2022 dai Philadelphia Eagles. Debuttò come professionista nella gara del primo turno contro i Detroit Lions giocando principalmente negli special team. La sua stagione da rookie si chiuse con 13 tackle disputando tutte le 17 partite, nessuna delle quali come titolare.
Nel settimo turno della stagione 2024 Dean mise a segno due sack nella vittoria esterna sui New York Giants. Due settimane dopo fece registrare l'intercetto decisivo su Trevor Lawrence dei Jacksonville Jaguars che chiuse la gara in favore degli Eagles.

## Palmarès
- Super Bowl : 1

Philadelphia Eagles: LIX
- National Football Conference Championship: 2

Philadelphia Eagles: 2022, 2024